# بروالياوات
البروالياوات (الاسم العلمي: Browallioideae) هي أسرة من النباتات تتبع فصيلة الباذنجانية من الرتبة الباذنجانيات.

## قبائل
- (الاسم العلمي: Schwenckieae)
- (الاسم العلمي: Cestreae)
- (الاسم العلمي: Parabouchetieae)
- (الاسم العلمي: لساناوية المزمار)

## أجناس
- (الاسم العلمي: Benthamiella)
- (الاسم العلمي: Brunfelsia)
- (الاسم العلمي: تبغية)
- (الاسم العلمي: Fabiana)
- (الاسم العلمي: Nierembergia)
- (الاسم العلمي: Sclerophylax)